# Festa di Nazaré

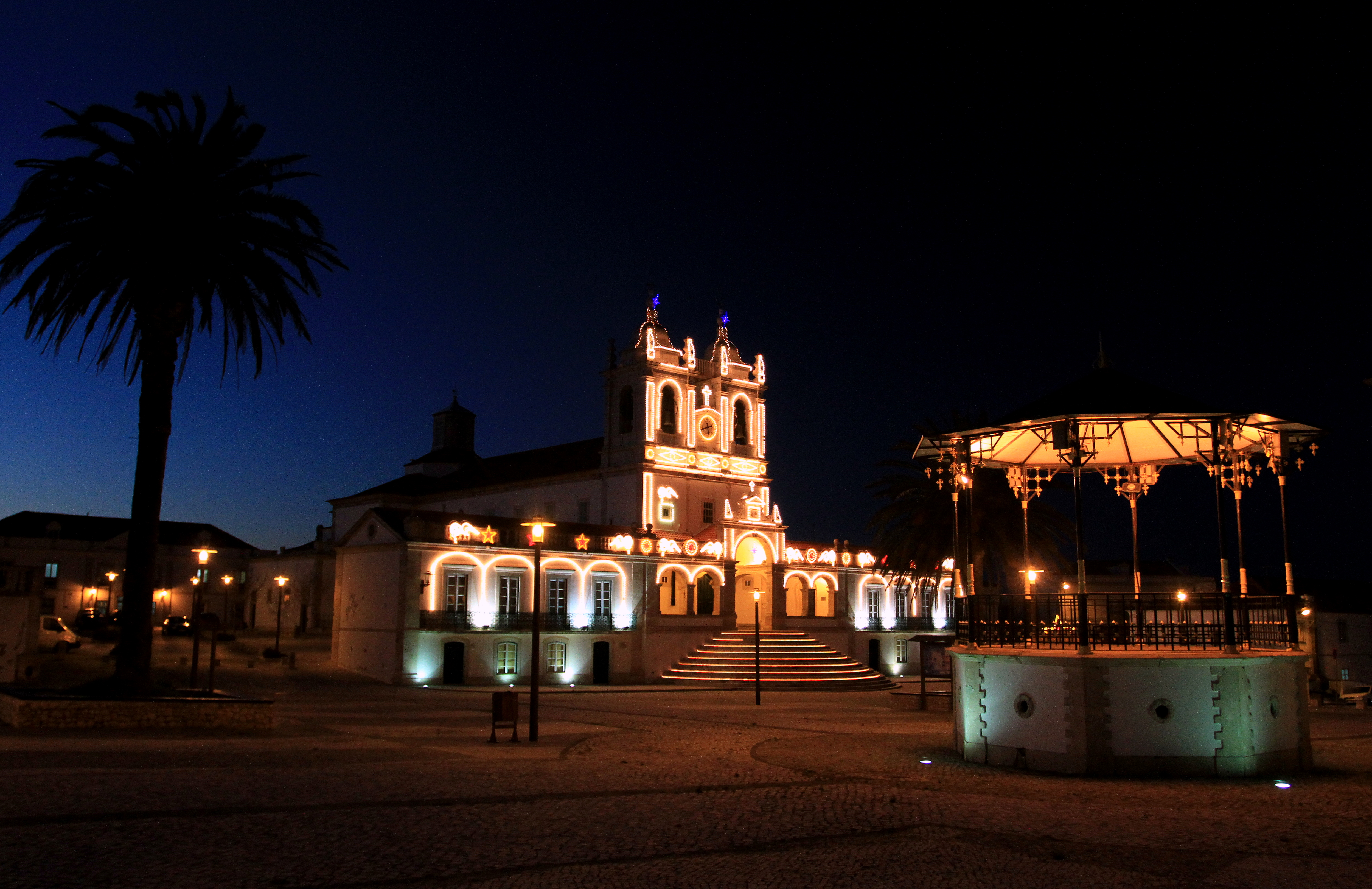
Vista notturna del Santuario di Nostra Signora di Nazaré

La festa di Nazaré si svolge ogni anno al Sítio da Nazaré, fin dal Medioevo, per commemorare il miracolo di Nossa Senhora da Nazaré che, il 16 settembre 1182, salvò il cavaliere Don Fuas Roupinho da una caduta mortale dalla cima del promontorio di Nazaré. 

## Storia
Durante i festeggiamenti, nella seconda metà del XIX secolo, una folla di venti o trentamila persone si radunava al Sítio, molti dei quali partecipanti a pellegrinaggi organizzati, i Círios. I più importanti provenivano da Mafra, Círio da Prata Grande, Porto de Mós, Óbidos, Lisbona e molte altre città dell'Estremadura. I pellegrini e i frequentatori delle feste venivano sistemati nelle case, nelle tende allestite al Sítio e nella pineta, sotto i portici della chiesa e ovunque ci fosse spazio. 
I festeggiamenti avevano una componente religiosa, centrata sul Santuario, con messe, prediche e processioni, e una componente profana diffusa per le strade e le piazze del Sítio, composta da corride, balli, giochi, corse di cavalli, fuochi pirotecnici, giocolieri, spettacoli teatrali, opera, musica, tra gli altri divertimenti, in cui cibo e bevande avevano un posto privilegiato. La parte commerciale era una componente molto importante. Di notte, spettacoli pirotecnici, visibili a decine di chilometri, attiravano migliaia di persone. 
La festa rimase piuttosto famosa e popolare fino alla metà dell'ultimo decennio del XX secolo. Nel 2001, fu trasferita in un'area recintata, nella pineta, fuori dal Sítio, cosa portò alla sua estinzione, poiché aveva perso il fascino e la tradizione multisecolare che la distingueva dalle altre, essendo un augurio di rinascita, come la Fenice dipinta nella volta dell'Eremo della memoria, per tutti coloro che vi partecipavano. 